# 黄肉楠小煤炱
黄肉楠小煤炱（学名：Meliola actinodaphnes）是属于小煤炱目小煤炱科小煤炱属的一种真菌，寄生在樟科植物上。该种分布于中国、印度。